# Världsmästerskapen i hastighetsåkning på skridskor 2010
Världsmästerskapen i hastighetsåkning på skridskor 2010 avgjordes i Thialf i Heerenveen, Nederländerna under perioden 19-21 mars 2010.
Regerande mästarna Martina Sáblíková och Sven Kramer lyckades båda försvara sina titlar.  Martina Sáblíková vann titeln för andra gången, Sven Sven för fjärde gången, och blev först att vinna fyra ganger i rad. Andra som gjort detta är Ivar Ballangrud och Rintje Ritsma, dock vann Oscar Mathisen och Clas Thunberg totalt fem gånger.
20-årige Jonathan Kuck från USA blev den stora överraskningen. Den tidigare short track-åkaren fick 149 558 piän, vilket var hans personbästa. Kuck vann 1 500 meter. Om Kuck  åkt 5 sekunder snabbare på 10 000 meter hade han blivit allroundvärldsmästare. I början 10 000-metersloppet attackerade han den tid som Sven Kramer noterat i föregående lopp, men i andra halvan av loppet kunde han inte slå denna tid.

## Damer

### Dag 2
| Placering | Åkare                    | Nation        | Tid      |
| --------- | ------------------------ | ------------- | -------- |
| 1         | Yekaterina Shikhova      | Ryssland      | 38.83    |
| 2         | Yekaterina Lobysheva     | Ryssland      | 39.15    |
| 3         | Karolina Erbanova        | Tjeckien      | 39.31    |
| 4         | Kristina Groves          | Kanada        | 39.42    |
| 5         | Hege Bøkko               | Norge         | 39.46 PB |
| 6         | Ireen Wüst               | Nederländerna | 39.54    |
| 7         | Anna Ringsred            | USA           | 39.91    |
| 8         | Katarzyna Bachleda-Curuś | Polen         | 40.10    |
| 9         | Brittany Schussler       | Kanada        | 40.17    |
| 10        | Elma de Vries            | Nederländerna | 40.17    |
| 11        | Martina Sáblíková        | Tjeckien      | 40.25    |
| 12        | Jorien Voorhuis          | Nederländerna | 40.29    |
| 13        | Jilleanne Rookard        | USA           | 40.31    |
| 14        | Maki Tabata              | Japan         | 40.37    |
| 15        | Daniela Anschütz-Thoms   | Tyskland      | 40.48    |
| 16        | Diane Valkenburg         | Nederländerna | 40.52    |
| 17        | Cindy Klassen            | Kanada        | 40.63    |
| 18        | Shiho Ishizawa           | Japan         | 40.83    |
| 19        | Maren Haugli             | Norge         | 41.06    |
| 20        | Mari Hemmer              | Norge         | 41.08    |
| 21        | Masako Hozumi            | Japan         | 41.36    |
| 22        | Nicole Garrido           | Kanada        | 41.65    |
| 23        | Do-Yeong Park            | Sydkorea      | 41.72    |
| 24        | Stephanie Beckert        | Tyskland      | 42.71    |

| Placering | Åkare                    | Nation        | Tid        |
| --------- | ------------------------ | ------------- | ---------- |
| 1         | Martina Sáblíková        | Tjeckien      | 4:03.59    |
| 2         | Ireen Wüst               | Nederländerna | 4:05.10    |
| 3         | Stephanie Beckert        | Tyskland      | 4:05.62    |
| 4         | Kristina Groves          | Kanada        | 4:05.98    |
| 5         | Daniela Anschütz-Thoms   | Tyskland      | 4:06.82    |
| 6         | Jilleanne Rookard        | USA           | 4:07.39    |
| 7         | Jorien Voorhuis          | Nederländerna | 4:08.27    |
| 8         | Maren Haugli             | Norge         | 4:08.58    |
| 9         | Diane Valkenburg         | Nederländerna | 4:09.08    |
| 10        | Cindy Klassen            | Kanada        | 4:11.42    |
| 11        | Elma de Vries            | Nederländerna | 4:11.72    |
| 12        | Brittany Schussler       | Kanada        | 4:11.94    |
| 13        | Mari Hemmer              | Norge         | 4:12.22    |
| 14        | Masako Hozumi            | Japan         | 4:14.27    |
| 15        | Yekaterina Shikhova      | Ryssland      | 4:14.48    |
| 16        | Hege Bøkko               | Norge         | 4:14.90 PB |
| 17        | Do-Yeong Park            | Sydkorea      | 4:14.96    |
| 18        | Maki Tabata              | Japan         | 4:15.20    |
| 19        | Shiho Ishizawa           | Japan         | 4:15.31    |
| 20        | Nicole Garrido           | Kanada        | 4:15.51    |
| 21        | Yekaterina Lobysheva     | Ryssland      | 4:16.37    |
| 22        | Anna Ringsred            | USA           | 4:19.45    |
| 23        | Katarzyna Bachleda-Curuś | Polen         | 4:19.60    |
| 24        | Karolina Erbanova        | Tjeckien      | 4:23.16    |

### Dag 3
| Placering | Åkare                    | Nation        | Tid     |
| --------- | ------------------------ | ------------- | ------- |
| 1         | Kristina Groves          | Kanada        | 1:56.64 |
| 2         | Ireen Wüst               | Nederländerna | 1:56.86 |
| 3         | Martina Sáblíková        | Tjeckien      | 1:57.23 |
| 4         | Daniela Anschütz-Thoms   | Tyskland      | 1:58.04 |
| 5         | Diane Valkenburg         | Nederländerna | 1:58.10 |
| 6         | Brittany Schussler       | Kanada        | 1:58.28 |
| 7         | Yekaterina Shikhova      | Ryssland      | 1:58.57 |
| 8         | Jorien Voorhuis          | Nederländerna | 1:58.97 |
| 9         | Hege Bøkko               | Norge         | 1:59.01 |
| 10        | Jilleanne Rookard        | USA           | 1:59.13 |
| 11        | Anna Ringsred            | USA           | 1:59.18 |
| 12        | Karolina Erbanova        | Tjeckien      | 1:59.49 |
| 13        | Yekaterina Lobysheva     | Ryssland      | 1:59.72 |
| 14        | Maki Tabata              | Japan         | 1:59.84 |
| 15        | Katarzyna Bachleda-Curuś | Polen         | 2:00.11 |
| 16        | Cindy Klassen            | Kanada        | 2:00.26 |
| 17        | Maren Haugli             | Norge         | 2:01.37 |
| 18        | Mari Hemmer              | Norge         | 2:01.89 |
| 19        | Stephanie Beckert        | Tyskland      | 2:02.21 |
| 20        | Masako Hozumi            | Japan         | 2:02.33 |
| 21        | Elma de Vries            | Nederländerna | 2:03.04 |
| 22        | Shiho Ishizawa           | Japan         | 2:03.09 |
| 23        | Do-Yeong Park            | Sydkorea      | 2:04.23 |
| 24        | Nicole Garrido           | Kanada        | 2:04.40 |

| Placering | Åkare                  | Nation        | Tid     |
| --------- | ---------------------- | ------------- | ------- |
| 1         | Martina Sáblíková      | Tjeckien      | 6:50.98 |
| 2         | Stephanie Beckert      | Tyskland      | 6:55.30 |
| 3         | Daniela Anschütz-Thoms | Tyskland      | 6:59.93 |
| 4         | Kristina Groves        | Kanada        | 7:02.16 |
| 5         | Maren Haugli           | Norge         | 7:03.13 |
| 6         | Jilleanne Rookard      | USA           | 7:06.94 |
| 7         | Ireen Wüst             | Nederländerna | 7:07.63 |
| 8         | Jorien Voorhuis        | Nederländerna | 7:09.80 |
| 9         | Cindy Klassen          | Kanada        | 7:11.03 |
| 10        | Diane Valkenburg       | Nederländerna | 7:11.96 |
| 11        | Brittany Schussler     | Kanada        | 7:13.68 |
| 12        | Yekaterina Shikhova    | Ryssland      | 7:20.69 |

### Allroundresultat
| Placering | Åkare                    | Nation        | 500 meter  | 3 000 meter  | 1 500 meter  | 5 000 meter  | Poäng   |
| 1         | Martina Sáblíková        | Tjeckien      | 40.25 (11) | 4:03.59 (1)  | 1:57.23 (3)  | 6:50.98 (1)  | 161.022 |
| 2         | Kristina Groves          | Kanada        | 39.42 (4)  | 4:05.98 (4)  | 1:56.64 (1)  | 7:02.16 (4)  | 161.512 |
| 3         | Ireen Wüst               | Nederländerna | 39.54 (6)  | 4:05.10 (2)  | 1:56.86 (2)  | 7:07.63 (7)  | 162.106 |
| 4         | Daniela Anschütz-Thoms   | Tyskland      | 40.48 (15) | 4:06.82 (5)  | 1:58.04 (4)  | 6:59.93 (3)  | 162.955 |
| 5         | Jilleanne Rookard        | USA           | 40.31 (13) | 4:07.39 (6)  | 1:59.13 (10) | 7:06.94 (6)  | 163.945 |
| 6         | Jorien Voorhuis          | Nederländerna | 40.29 (12) | 4:08.27 (7)  | 1:58.97 (8)  | 7:09.80 (8)  | 164.304 |
| 7         | Diane Valkenburg         | Nederländerna | 40.52 (16) | 4:09.08 (9)  | 1:58.10 (5)  | 7:11.96 (10) | 164.595 |
| 8         | Yekaterina Shikhova      | Ryssland      | 38.83 (1)  | 4:14.48 (15) | 1:58.57 (7)  | 7:20.69 (12) | 164.835 |
| 9         | Brittany Schussler       | Kanada        | 40.17 (9)  | 4:11.94 (12) | 1:58.28 (6)  | 7:13.68 (11) | 164.954 |
| 10        | Maren Haugli             | Norge         | 41.06 (19) | 4:08.58 (8)  | 2:01.37 (17) | 7:03.13 (5)  | 165.259 |
| 11        | Cindy Klassen            | Kanada        | 40.63 (17) | 4:11.42 (10) | 2:00.26 (16) | 7:11.03 (9)  | 165.722 |
| 12        | Stephanie Beckert        | Tyskland      | 42.71 (24) | 4:05.62 (3)  | 2:02.21 (19) | 6:55.30 (2)  | 165.912 |
| NQ13      | Hege Bøkko               | Norge         | 39.46 (5)  | 4:14.90 (16) | 1:59.01 (9)  |              | 121.613 |
| NQ14      | Yekaterina Lobysheva     | Ryssland      | 39.15 (2)  | 4:16.37 (21) | 1:59.72 (13) |              | 121.784 |
| NQ15      | Maki Tabata              | Japan         | 40.37 (14) | 4:15.20 (18) | 1:59.84 (14) |              | 122.849 |
| NQ16      | Anna Ringsred            | USA           | 39.91 (7)  | 4:19.45 (22) | 1:59.18 (11) |              | 122.877 |
| NQ17      | Karolina Erbanova        | Tjeckien      | 39.31 (3)  | 4:23.16 (24) | 1:59.49 (12) |              | 123.000 |
| NQ18      | Elma de Vries            | Nederländerna | 40.17 (9)  | 4:11.72 (11) | 2:03.04 (21) |              | 123.136 |
| NQ19      | Katarzyna Bachleda-Curuś | Polen         | 40.10 (8)  | 4:19.60 (23) | 2:00.11 (15) |              | 123.402 |
| NQ20      | Mari Hemmer              | Norge         | 41.08 (20) | 4:12.22 (13) | 2:01.89 (18) |              | 123.746 |
| NQ21      | Shiho Ishizawa           | Japan         | 40.83 (18) | 4:15.31 (19) | 2:03.09 (22) |              | 124.411 |
| NQ22      | Masako Hozumi            | Japan         | 41.36 (21) | 4:14.27 (14) | 2:02.33 (20) |              | 124.514 |
| NQ23      | Do-Yeong Park            | Sydkorea      | 41.72 (23) | 4:14.96 (17) | 2:04.23 (23) |              | 125.623 |
| NQ24      | Nicole Garrido           | Kanada        | 41.65 (22) | 4:15.51 (20) | 2:04.40 (24) |              | 125.701 |

NQ = Ej kvalificerad för 5 000 meter (bara de 12 bästa fick vara med där)

## Herrar

### Dag 1
| Placering | Åkare               | Nation        | Tid      |
| --------- | ------------------- | ------------- | -------- |
| 1         | Konrad Niedzwiedzki | Polen         | 35.68    |
| 2         | Joel Eriksson       | Sverige       | 36.25    |
| 3         | Jonathan Kuck       | USA           | 36.31 PB |
| 4         | Matteo Anesi        | Italien       | 36.36    |
| 5         | Trevor Marsicano    | USA           | 36.40    |
| 6         | Sven Kramer         | Nederländerna | 36.45    |
| 6         | Lucas Makowsky      | Kanada        | 36.45    |
| 8         | Zbigniew Brodka     | Polen         | 36.61 PB |
| 9         | Jan Blokhuijsen     | Nederländerna | 36.62    |
| 9         | Håvard Bøkko        | Norge         | 36.62    |
| 11        | Mathieu Giroux      | Kanada        | 36.65    |
| 12        | Ivan Skobrev        | Ryssland      | 36.78    |
| 13        | Ted-Jan Bloemen     | Nederländerna | 36.87 PB |
| 14        | Jeff Kitura         | Kanada        | 36.90    |
| 15        | Wouter Olde Heuvel  | Nederländerna | 36.95    |
| 16        | Luca Stefani        | Italien       | 37.28    |
| 17        | Johan Röjler        | Sverige       | 37.30    |
| 18        | Justin Warsylewicz  | Kanada        | 37.50    |
| 19        | Hiroki Hirako       | Japan         | 37.88    |
| 20        | Sverre Haugli       | Norge         | 38.10    |
| 21        | Patrick Beckert     | Tyskland      | 38.13    |
| 22        | Shane Dobbin        | Nya Zeeland   | 38.41    |
| 23        | Marco Weber         | Tyskland      | 38.54    |
| 24        | Joshua Lose         | Australien    | 39.22    |

| Placering | Åkare               | Nation        | Tid     |
| --------- | ------------------- | ------------- | ------- |
| 1         | Sven Kramer         | Nederländerna | 6:19.63 |
| 2         | Håvard Bøkko        | Norge         | 6:21.08 |
| 3         | Ted-Jan Bloemen     | Nederländerna | 6:23.41 |
| 4         | Jonathan Kuck       | USA           | 6:23.47 |
| 5         | Ivan Skobrev        | Ryssland      | 6:23.88 |
| 6         | Sverre Haugli       | Norge         | 6:26.03 |
| 7         | Jan Blokhuijsen     | Nederländerna | 6:27.68 |
| 8         | Wouter Olde Heuvel  | Nederländerna | 6:29.45 |
| 9         | Shane Dobbin        | Nya Zeeland   | 6:30.64 |
| 10        | Trevor Marsicano    | USA           | 6:32.79 |
| 11        | Lucas Makowsky      | Kanada        | 6:35.06 |
| 12        | Marco Weber         | Tyskland      | 6:36.88 |
| 13        | Hiroki Hirako       | Japan         | 6:36.94 |
| 14        | Patrick Beckert     | Tyskland      | 6:37.05 |
| 15        | Johan Röjler        | Sverige       | 6:41.14 |
| 16        | Mathieu Giroux      | Kanada        | 6:41.33 |
| 17        | Joel Eriksson       | Sverige       | 6:41.53 |
| 18        | Luca Stefani        | Italien       | 6:42.19 |
| 19        | Matteo Anesi        | Italien       | 6:42.52 |
| 20        | Zbigniew Brodka     | Polen         | 6:42.95 |
| 21        | Justin Warsylewicz  | Kanada        | 6:44.42 |
| 22        | Konrad Niedzwiedzki | Polen         | 6:48.95 |
| 23        | Jeff Kitura         | Kanada        | 6:56.52 |
| 24        | Joshua Lose         | Australien    | 7:02.12 |

### Dag 2

#### 1 500 meter
| Placering | Åkare               | Nation        | Tid        |
| --------- | ------------------- | ------------- | ---------- |
| 1         | Jonathan Kuck       | USA           | 1:45.36 PB |
| 2         | Lucas Makowsky      | Kanada        | 1:46.15    |
| 3         | Trevor Marsicano    | USA           | 1:46.70    |
| 4         | Sven Kramer         | Nederländerna | 1:46.83    |
| 5         | Konrad Niedzwiedzki | Polen         | 1:47.19    |
| 6         | Håvard Bøkko        | Norge         | 1:47.68    |
| 7         | Ted-Jan Bloemen     | Nederländerna | 1:47.85    |
| 8         | Wouter Olde Heuvel  | Nederländerna | 1:47.89    |
| 9         | Matteo Anesi        | Italien       | 1:47.95    |
| 10        | Jan Blokhuijsen     | Nederländerna | 1:48.00    |
| 11        | Mathieu Giroux      | Kanada        | 1:48.09    |
| 12        | Sverre Haugli       | Norge         | 1:48.22    |
| 13        | Zbigniew Brodka     | Polen         | 1:48.62    |
| 14        | Joel Eriksson       | Sverige       | 1:49.15    |
| 15        | Jeff Kitura         | Kanada        | 1:49.66    |
| 16        | Luca Stefani        | Italien       | 1:49.78    |
| 17        | Johan Röjler        | Sverige       | 1:49.86    |
| 18        | Justin Warsylewicz  | Kanada        | 1:50.37    |
| 19        | Patrick Beckert     | Tyskland      | 1:50.56 PB |
| 20        | Shane Dobbin        | Nya Zeeland   | 1:51.20    |
| 21        | Marco Weber         | Tyskland      | 1:52.63    |
| 22        | Hiroki Hirako       | Japan         | 1:54.09    |
| 23        | Ivan Skobrev        | Ryssland      | 1:58.87    |
|           | Joshua Lose         | Australien    | DNS        |

### Dag 3

#### 10 000 meter
| Placering | Åkare               | Nation        | Tid         |
| --------- | ------------------- | ------------- | ----------- |
| 1         | Sven Kramer         | Nederländerna | 12:57.97    |
| 2         | Håvard Bøkko        | Norge         | 13:12.13    |
| 3         | Ted-Jan Bloemen     | Nederländerna | 13:13.56    |
| 4         | Jonathan Kuck       | USA           | 13:15.62 PB |
| 5         | Sverre Haugli       | Norge         | 13:18.39    |
| 6         | Jan Blokhuijsen     | Nederländerna | 13:25.97 PB |
| 7         | Shane Dobbin        | Nya Zeeland   | 13:30.30 PB |
| 8         | Wouter Olde Heuvel  | Nederländerna | 13:32.27    |
| 9         | Trevor Marsicano    | USA           | 13:38.11    |
| 10        | Lucas Makowsky      | Kanada        | 13:54.63    |
| 11        | Matteo Anesi        | Italien       | 14:08.40    |
| 12        | Konrad Niedzwiedzki | Polen         | 14:10.78    |

### Allroundresultat
| Placering | Åkare               | Nation        | 500 meter  | 5 000 meter  | 1 500 meter  | 10 000 meter  | Poäng   |
| 1         | Sven Kramer         | Nederländerna | 36.45 (6)  | 6:19.63 (1)  | 1:46.83 (4)  | 12:57.97 (1)  | 148.921 |
| 2         | Jonathan Kuck       | USA           | 36.31 (3)  | 6:23.47 (4)  | 1:45.36 (1)  | 13:15.62 (4)  | 149.558 |
| 3         | Håvard Bøkko        | Norge         | 36.62 (9)  | 6:21.08 (2)  | 1:47.68 (6)  | 13:12.13 (2)  | 150.227 |
| 4         | Ted-Jan Bloemen     | Nederländerna | 36.87 (13) | 6:23.41 (3)  | 1:47.85 (7)  | 13:13.56 (3)  | 150.839 |
| 5         | Jan Blokhuijsen     | Nederländerna | 36.62 (9)  | 6:27.68 (7)  | 1:48.00 (10) | 13:25.97 (6)  | 151.686 |
| 6         | Trevor Marsicano    | USA           | 36.40 (5)  | 6:32.79 (10) | 1:46.70 (3)  | 13:38.11 (9)  | 152.150 |
| 7         | Wouter Olde Heuvel  | Nederländerna | 36.95 (15) | 6:29.45 (8)  | 1:47.89 (8)  | 13:32.27 (8)  | 152.471 |
| 8         | Sverre Haugli       | Norge         | 38.10 (20) | 6:26.03 (6)  | 1:48.22 (12) | 13:18.39 (5)  | 152.695 |
| 9         | Lucas Makowsky      | Kanada        | 36.45 (6)  | 6:35.06 (11) | 1:46.15 (2)  | 13:54.63 (10) | 153.070 |
| 10        | Konrad Niedzwiedzki | Polen         | 35.68 (1)  | 6:48.95 (22) | 1:47.19 (5)  | 14:10.78 (12) | 154.844 |
| 11        | Matteo Anesi        | Italien       | 36.36 (4)  | 6:42.52 (19) | 1:47.95 (9)  | 14:08.40 (11) | 155.015 |
| 12        | Shane Dobbin        | Nya Zeeland   | 38.41 (22) | 6:30.64 (9)  | 1:51.20 (20) | 13:30.30 (7)  | 155.055 |
| NQ13      | Joel Eriksson       | Sverige       | 36.25 (2)  | 6:41.53 (17) | 1:49.15 (14) |               | 112.786 |
| NQ14      | Mathieu Giroux      | Kanada        | 36.65 (11) | 6:41.33 (16) | 1:48.09 (11) |               | 112.813 |
| NQ15      | Zbigniew Brodka     | Polen         | 36.61 (8)  | 6:42.95 (20) | 1:48.62 (13) |               | 113.111 |
| NQ16      | Johan Röjler        | Sverige       | 37.30 (17) | 6:41.14 (15) | 1:49.86 (17) |               | 114.034 |
| NQ17      | Luca Stefani        | Italien       | 37.28 (16) | 6:42.19 (18) | 1:49.78 (16) |               | 114.092 |
| NQ18      | Patrick Beckert     | Tyskland      | 38.13 (21) | 6:37.05 (14) | 1:50.56 (19) |               | 114.688 |
| NQ19      | Justin Warsylewicz  | Kanada        | 37.50 (18) | 6:44.42 (21) | 1:50.37 (18) |               | 114.732 |
| NQ20      | Ivan Skobrev        | Ryssland      | 36.78 (12) | 6:23.88 (5)  | 1:58.87 (23) | RET           | 114.791 |
| NQ21      | Jeff Kitura         | Kanada        | 36.90 (14) | 6:56.52 (23) | 1:49.66 (15) |               | 115.105 |
| NQ22      | Hiroki Hirako       | Japan         | 37.88 (19) | 6:36.94 (13) | 1:54.09 (22) |               | 115.604 |
| NQ23      | Marco Weber         | Tyskland      | 38.54 (23) | 6:36.88 (12) | 1:52.63 (21) |               | 115.771 |
| NQ24      | Joshua Lose         | Australien    | 39.22 (24) | 7:02.12 (24) | DNS          |               | 81.432  |

NQ = Ej kvalificerad för 10 000 meter (bara de 12 bästa fick vara med där)
DNS = Startade ej

RET = Drog sig ur före lottdraningen inför 10 00-metersloppet, Matteo Anesi därmed kvalificerad

## Regler
Alla 24 deltagare åkte de tre första distanserna; 12 åkare deltog sedan inte på fjärde distansen. Dessa 12 åkare utsågs genom ställningen vid på den längsta av de tre distanserna, samt total ställning efter alla tre distanser, samt följande jämförelser:
1. De 12 främsta på båda listorna kvalificerade sig.
2. För att kunna ta ut 12 åkare, ranordnades åkarna sedan upp i ordning efter sina bästa resultat på vardera lista. Kunde man ändå inte avgöra, hade totalställning företräde framför resultat på längsta distansen.

### Fotnoter
1. ↑  ”Essent ISU WK Allround; Heerenveen; 19, 20 en 21 maart 2010”. KNSB. Arkiverad från originalet den 22 mars 2010. https://web.archive.org/web/20100322222838/http://www.knsb.nl/wk/allround/uitslagen-lotingen-en-meeschrijflijsten/. Läst 22 mars 2010.
2. ↑  ”Essent ISU World Allround Championships 2010”. ISU. Arkiverad från originalet den 22 mars 2010. https://web.archive.org/web/20100322194141/http://live.isuresults.eu/2009-2010/wk-heerenveen/. Läst 22 mars 2010.
3. ↑  ”World Speedskating Championships”. Toronto SUN. 2010-03-21. http://www.torontosun.com/sports/othersports/2010/03/21/13308881.html. Läst 22 mars 2010.
4. ↑  ”Jonathan Kuck wins 1,500 meters at World Allrounds”. Boston Herald. 2010-03-21. http://www.bostonherald.com/sports/other_sports/general/view.bg?articleid=1241332&srvc=rss. Läst 22 mars 2010.
5. ↑  ”Essent ISU World Allround Speed Skating Championships 2010”. ISU. 2010-03-21. Arkiverad från originalet den 27 mars 2010. https://web.archive.org/web/20100327044257/http://isu.org/vsite/vcontent/content/transnews/0%2C10869%2C4844-128590-19728-18885-305984-3787-4771-layout160-129898-news-item%2C00.html. Läst 22 mars 2010.